# Eazel
Eazel was een Amerikaans softwarebedrijf. Het bedrijf was gevestigd in Palo Alto en Mountain View en bestond van 1999 tot 2001. Het bekendste product was Nautilus, dat na 2001 de standaard bestandsbeheerder van de GNOME-werkomgeving werd.

## Geschiedenis

### Oprichting en eerste product
Eazel werd in augustus 1999 opgericht door Andy Hertzfeld. Aanvankelijk waren er 22 werknemers in dienst en werd een bedrag van 12 miljoen dollar opgehaald bij investeringsbedrijven. Alle programmeurs werkten tegelijk aan alle aspecten van het eerste product, Nautilus. In 2001 was het aantal werknemers inmiddels gegroeid tot 75 en werd het bedrijf door het tijdschrift Red Herring uitgeroepen tot een van de spraakmakendste bedrijven binnen de Linuxwereld.
Het personeel was voornamelijk afkomstig van Apple, Netscape, Be Inc., Linuxcare, Microsoft, Red Hat en Sun Microsystems. Mike Boich, voorheen een belangrijk persoon bij Apple, was bestuursvoorzitter; Bud Tribble, ontwerper en softwaredirecteur van de oorspronkelijke Macintosh, was directeur van de technische afdeling; Andy Hertzfeld, eveneens ontwerper van de oorspronkelijke Macintosh, was hoofdontwerper; Darin Adler, technisch leider van de ontwikkeling van System 7, leidde de ontwikkelafdeling; Susan Kare, ontwerper van de oorspronkelijke Macintosh-pictogrammen, leidde de grafische afdeling. Andere personeelsleden waren onder anderen Maciej Stachowiak, programmeur en bestuurslid van GNOME, en bestuurslid Michael Homer, voorheen werkzaam bij Apple, AOL en Netscape.

Oorspronkelijk pictogram van Nautilus

Eazels paradepaardje was bestandsbeheerder Nautilus voor de GNOME-werkomgeving. Het bedrijf trachtte om gebruikers van macOS en Windows naar Linux te halen met zowel gratis als betaalde software, terwijl Linux op dat moment nog in de kinderschoenen stond en de markt nog relatief klein was. Darin Adler, projectbeheerder van Nautilus, zei er eens het volgende over:

Het kenmerkendste aan ons bedrijf is dat we een hoop mensen in dienst hebben die ervaring hebben met het ontwerpen van software zonder voorbeeld. Het is moeilijk om te bepalen hoeveel elementen je moet kopiëren en lenen, hoeveel je zelf moet ontwerpen en hoe je samenhang creëert. Het hele GNOME-project heeft daar last van. We willen niet dat Nautilus een vreemde eend in de bijt wordt. We hebben nu het gevoel dat we aan de wieg staan van het project en dat ons werk van invloed is op de rest van de gemeenschap. Momenteel is het aantal Linuxgebruikers laag, dus er valt nog veel werk te verzetten. Maar er is een reden dat het aantal laag is: bestaande software heeft niet de kenmerken van een fijne gebruikservaring. Dat is waar wij willen zorgen voor een revolutie.

### Investering van Dell en uitbreiding
In december 2000 nam Dell een groot belang in Eazel en zegde toe Nautilus mee te gaan leveren op de systemen die het bedrijf van Linux voorzag. Tegelijkertijd maakte Eazel bekend zich meer op zakelijke dienstverlening te gaan richten, waarbij Nautilus centraal stond. Het bedrijf omschreef dit als de network user experience, diensten die het makkelijker maakten voor gebruikers om programma's te vinden en installeren. Eazel Online Storage, een vroeg voorbeeld van een cloudopslagdienst, zou gebruikers in staat stellen om bestanden online te bewaren en deze via een webbrowser of Nautilus op te roepen.

### Financiële moeilijkheden en sluiting
Ondanks de deal met Dell lukte het Eazel niet om winst te maken op de geleverde diensten en om meer investeerders te vinden. Bovendien was de technologiemarkt een grote verandering aan het ondergaan. Op 13 maart 2001 bracht Eazel Nautilus versie 1.0 uit, maar kondigde tegelijkertijd aan 40 werknemers te ontslaan om de investeringen voor de komende maanden rond te krijgen. Vervolgens werd getracht om de hoofdontwikkelingsafdeling te verkopen, maar op 15 mei 2001 moest het bedrijf alsnog de deuren sluiten.
Na de sluiting regelde Hertzfeld een gesprek met Steve Jobs. In juni 2001 nam Apple enkele van Eazels bekendste werknemers in dienst; zij gingen aan de slag bij het team van Safari.
Nautilus 1.0 werd goed ontvangen door critici. De ontwikkeling ervan werd voortgezet door de gemeenschap en GNOME leverde Nautilus vanaf versie 1.4 standaard mee. In latere versies wijzigde GNOME de naam van Nautilus in Bestanden (Engels: Files). Anno 2024 is Bestanden nog steeds de standaard bestandsbeheerder van GNOME.